# Wapen van Sint-Pieters-Woluwe

Het wapen van de gemeente Sint-Pieters-Woluwe

Het wapen van Sint-Pieters-Woluwe werd in 1947 aan de Brusselse gemeente Sint-Pieters-Woluwe toegekend. Het wapen is vrijwel gelijk aan het wapen van de familie Hinnisdael. De familie gebruikte een ovaal schild, wat door de gemeente is overgenomen. De vorm van het schild van Sint-Pieters-Woluwe is als een van de weinige gemeentelijke wapens vastgelegd.

## Blazoenering
De blazoenering van het wapen luidt als volgt:
Van sabel met een schildhoofd van zilver, beladen met drie vogels van sabel gebekt en gepoot van keel, gerangschikt, het schild getopt met een kroon van vijf fleurons en gehouden door twee windhonden van zilver, gehalsband van keel, geringd van goud.
Het wapen is zwart van kleur met in het zilveren schildhoofd drie zwarte vogels. De poten en snavels zijn rood van kleur. De vogels staan alle drie naar heraldisch rechts. Op het schild een markgravenkroon. Aan weerszijden van het schild een zilveren windhond met om de hals een rode halsband met gouden rand en ring.

## Geschiedenis
Ten tijde dat de beide Woluwes tot het graafschap Kraainem behoorden zegelde zij met het zegel van het graafschap. Naast Sint-Pieters-Woluwe gebruikt ook de gemeente Sint-Lambrechts-Woluwe een afgeleide van het wapen. Sint-Pieters-Woluwe heeft hierbij ook de schildvorm en schildhouders overgenomen. In 1947 werd vroeg Sint-Pieters-Woluwe tot erkenning van het wapen aan de hand van een zegel van het voornoemde familiewapen.

## Vergelijkbaar wapen
Het wapen zelf, het schild, is gelijk aan dat van Sint-Lambrechts-Woluwe. De twee gemeenten behoorden vanaf de 14e eeuw tot hetzelfde gebied als Sint-Pieters-Woluwe. Het verschil zit hem alleen in de schildhouders: Sint-Lambrechts-Woluwe heeft Lambertus van Maastricht als schildhouder en Sint-Pieters-Woluwe de twee windhonden.

Het wapen van Sint-Lambrechts-Woluwe, zonder schildhouder